# ЗИЛ-118
ЗИЛ-118 — автобус представительского класса компании АМО ЗИЛ. Выпускался в период с 1963 по 1994 год на базе автомобиля ЗИЛ-111.

## Разработка
Другой автомобиль представительского класса ЗИЛ-111 предназначался только для чиновников не ниже уровня Политбюро. Ограниченная потребность в таких автомобилях, не предполагавших массового использования, вызвала недостаточную загруженность производящих цехов штучной сборки ЗИЛ. Для решения этой задачи инициативная группа сотрудников ЗИЛ задумала сконструировать многоместный автомобиль, используя начинку ЗИЛ-111. Эта группа в свободное от работы время проектировала новый автомобиль, который получил индекс 118. В нём были использованы трансмиссия и подвеска лимузина, двигатель от грузовика ЗИЛ-130 (блок V8 со степенью сжатия 6,5 для низкооктанового бензина и мощностью 150 л. с.). Первый вариант автобуса под названием «Юность» вышел на испытания в 1962 году. Остекление было выполнено в стиле круговой панорамы. В салоне было 17 пассажирских мест.

## Отзывы
Демонстрация автомобиля правительству привела Первого секретаря ЦК КПСС Никиту Хрущёва в восторг. Не производившаяся серийно, машина выставлялась в экспозиции советского «Интуриста» в 1967 году на Международной автобусной неделе в Ницце. Автомобиль получил 12 наград. В апреле 1970 года при посещении завода ЗИЛ Генри Форд II предлагал купить лицензию на производство «Юности» в США, или наладить совместное производство, но ему было отказано.
Дизайн первой версии ЗИЛ-118 сравнивали c выпускавшимся с 1961 по 1965 год Chevrolet Corvair Greenbrier Sportswagon.

## Производство

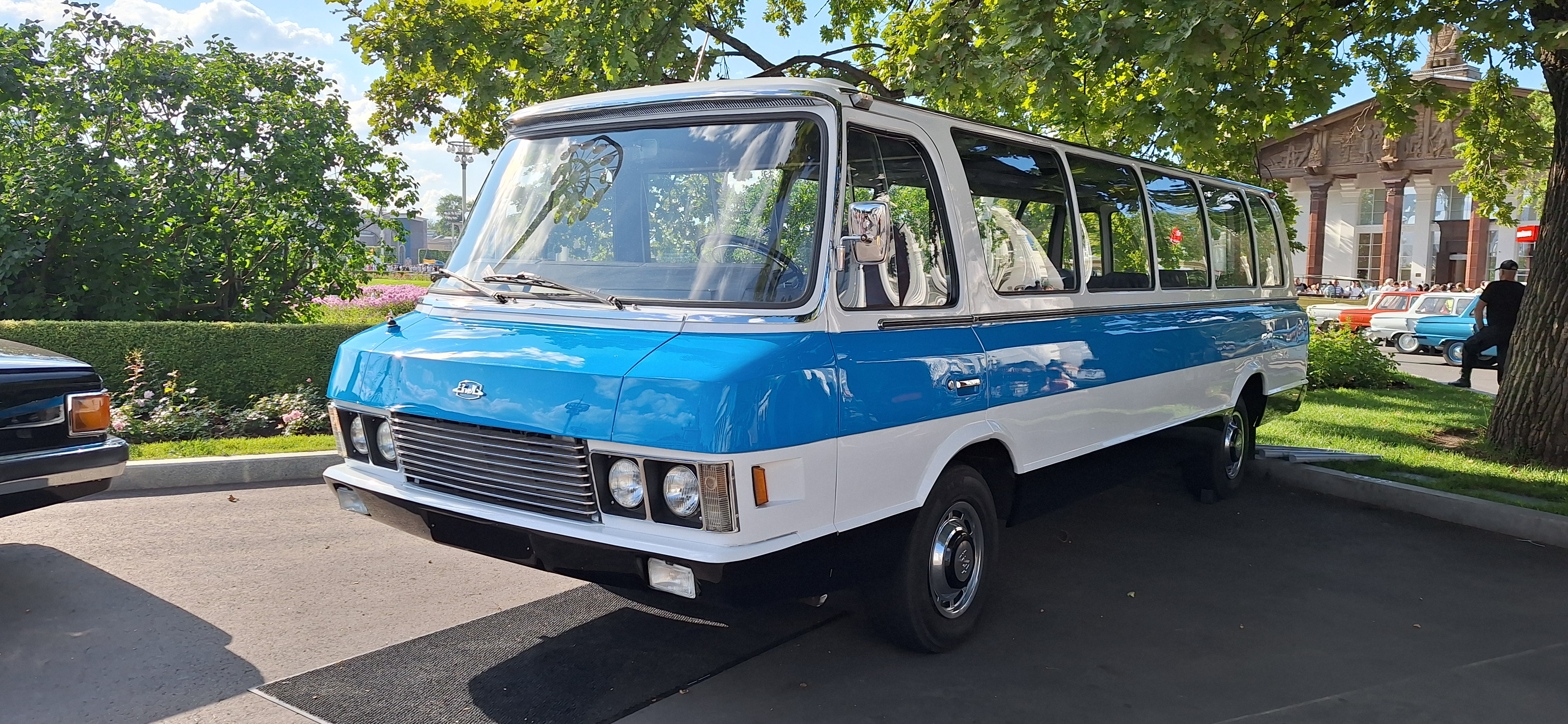
ЗиЛ-118К

В 1971 году модель подверглась внешней переработке в стиле ЗИЛ-114, -117 и «Чайки» второго поколения. Угловатые формы осовременили машину, но лишили дизайн характерной лёгкости. Этот вариант получил индекс ЗИЛ-118К (также использовался индекс ЗИЛ-119).

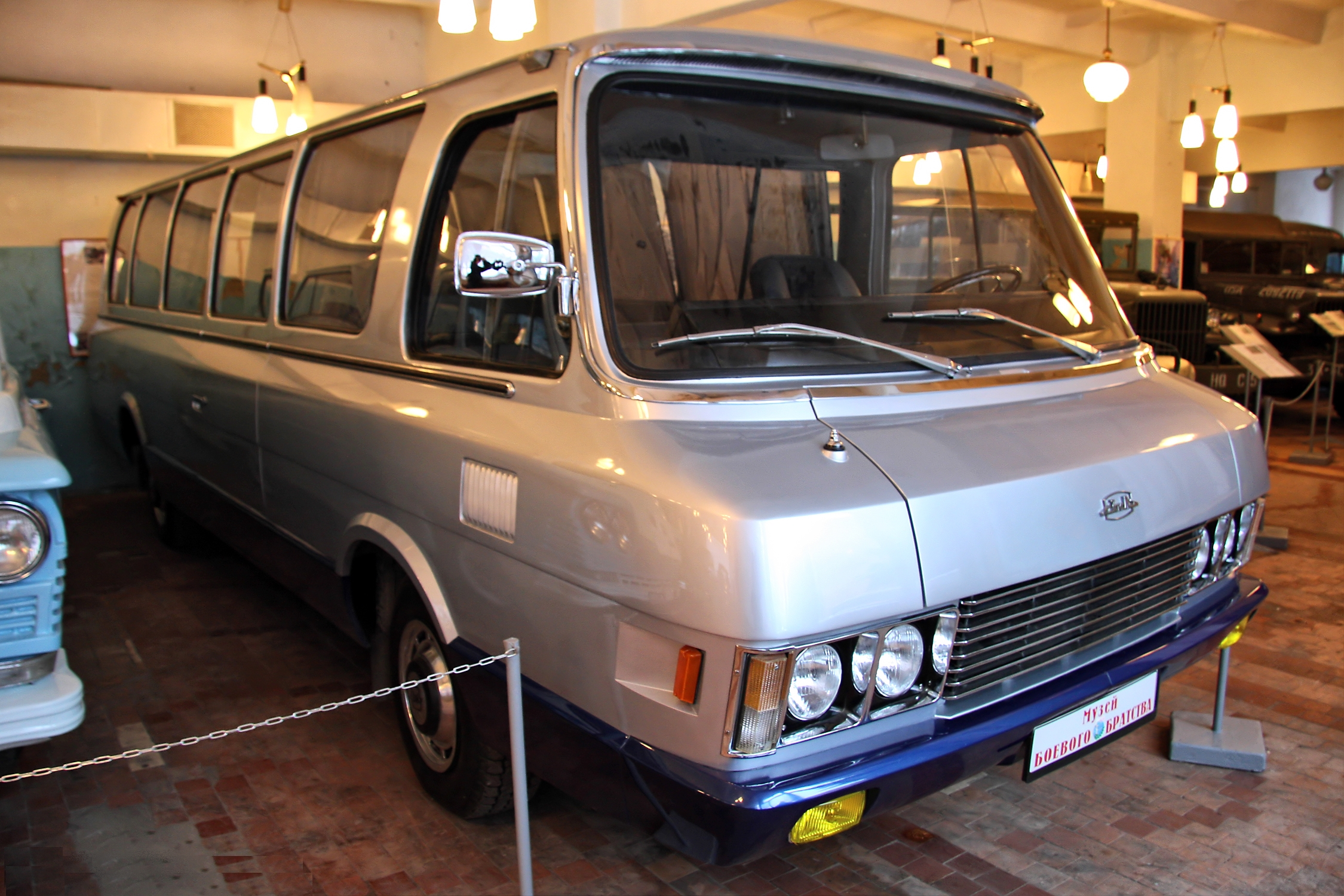
ЗИЛ-118К (119)

Суммарный выпуск малых автобусов представительского класса ЗИЛ-118 «Юность» в 1961—1970 годах составил 20 единиц серий ЗИЛ-118К/119/118-70/3207 «Юность» в 1970—1994 годах — 86 единиц. Комфортабельные автобусы семейства «Юность», созданные на базе агрегатов лимузинов ЗИЛ, применялись для обслуживания правительственных делегаций, на их базе также было произведено несколько машин скорой помощи, работавших в составе 4-го управления Минздрава (обслуживание ЦК и Совета министров). Несколько микроавтобусов заказал КГБ для ведения спецсвязи, а МВД получило передвижную криминалистическую лабораторию под индексом ЗИЛ-118КЛ.